# Jüdischer Friedhof (Großbüllesheim)
Der Jüdische Friedhof Großbüllesheim liegt im Ortsteil Großbüllesheim der Stadt Euskirchen im Kreis Euskirchen in Nordrhein-Westfalen.
Auf dem jüdischen Friedhof, der von vor 1876 bis 1928 belegt wurde, stehen noch elf Grabsteine (Mazewot).
1943 wurde der Friedhof an die Ortsgemeinde verkauft. Nach dem Zweiten Weltkrieg, nämlich 1948, beschloss der Gemeinderat die Rückgabe. Damals sind viele Grabsteine verkauft worden.